# Kosijersko Selo
Kosijersko Selo is een plaats in de gemeente Barilović in de Kroatische provincie Karlovac. De plaats telt 33 inwoners (2001).